# アニソンミュージアム
『アニソンミュージアム』は、2006年5月5日から特別番組としてエフエムさがみ（現：FM HOT 839）で放送されているラジオ番組。

## 概要
2006年5月から不定期で放送されているアニソン専門の特別番組。主に基本的には年末年始・ゴールデンウィーク・お盆など祝日に放送される場合が多く、毎回3～9時間の枠で放送される。
毎回事前に選曲テーマが設けられており、番組前半ではテーマに沿って事前に出演者が選曲した楽曲が流され、後半にはリスナーからリクエストをまとめて流す。テーマを設けている為、リクエストの採用基準は通常のアニソン番組とは違って厳し目にされており、出演者が「テーマに沿ってない」と判断した場合には採用されない場合が多い。その一方で、リクエスト時に理由等をプレゼンテーションする事によって、出演者が納得した場合には採用されるので、必ずしも採用されない訳では無い。
放送時期は大まかに決まっているものの、FM HOT 839のホームページ・公式Twitterアカウント・番組公式Twitterアカウントの何方でも、放送の事前告知が直前行われる・そもそも行われない場合も有る・関連番組の告知が行われない等、全体的に不手際な点が多く見受けられる。そのため、リスナーは事前に定期的な情報確認等を行う必要が有る。これは後述の「JKK東京 アニソンHOTスペシャル」でも通じる部分が有り、各番組との連携が取られていない事も窺える。
同じコミュニティFMのアニソン番組としては、同様に長時間の特別番組として放送する「調布FM」の『アニソン特番』に続いて人気が有り、事実上として西東京エリアを放送区域として放送するコミュニティFMの番組が人気番組として並ぶ形となる。当番組と『アニソン特番』の最大の違いは、放送時間が固定化されている、選曲テーマが無い・昭和と平成以降を時間で区分けしない・リクエスト採用基準が厳しくない点であり、当番組の様に中断時間も存在しない。
2019年度より不定期で東京都住宅供給公社が「JKK東京」名義でスポンサーとなり、『JKK東京 presents』として放送される場合が有る。
2021年3月21日、局としてスマホへ対応(アプリのFM++)をした事により、以前の「listenradio(リスラジ)」が無くなった。PCでは以前からあるサイマルラジオのみとなった。これによって視聴方法が電波を受信するかスマホでのアプリとサイマルラジオとなる。

## 放送時間
基本的に13・14時台を挟む場合は別番組が放送され、中断する場合が多い。

### 2023年
- 2023年5月5日 10:00 - 15:00

（10:00 - 10:54、11:00 - 13:54、14:00 - 15:00）
- 2023年8月11日      -
- 2023年12月29日 10:00 - 19:00

### 2022年
- 2022年5月3日 13:00 - 13:45、14:00 - 14:54、15:00 - 18:54
- 2022年8月11日 10:00 - 13:45、14:00 - 14:24[4]

### 2021年
- 2021年8月9日 12:00 - 18:54[注釈 1][5]
- 2021年12月30日 15:00 - 20:00

### 2020年
- 2020年5月6日 10:00 - 13:00
- 2020年8月10日 09:00 - 13:54、14:19 - 15:55
- 2020年12月28日 10:00 - 13:45、14:19 - 15:55

### 2019年
- 2019年3月21日 15:00 - 18:54
- 2019年5月6日 10:00 - 13:54、15:00 - 18:54
- 2019年8月12日 10:00 - 13:54、15:00 - 18:54
- 2019年12月30日 10:00 - 13:54、15:00 - 18:54

## パーソナリティ
基本的に石井は毎回出演となり、その他は回によって異なる
- 石井しんじ（石井伸志）
- 瀧川透
- 曽我ゆり
- 小林夢奈
- 石口和恵

## エピソード
- 長らく年末年始・ゴールデンウィーク・お盆の放送を欠かさずに行っていたが、2021年のゴールデンウィークは放送が行われなかった。これに関してのお知らせ等は番組Twitter・FM HOT 839公式サイトを含めて掲載されておらず、半年以上も今後の放送について不透明な状態となっていたが、2021年のお盆に放送が行われたことにより、番組自体が継続されていることが判明した[3]。
- 前述の通り、2021年以降は次回放送の有無が前回放送時に決まっておらず、2022年に入ってからも毎回番組内でパーソナリティが「次回の放送が出来るか分からない」などの発言を行っており、更には年々放送時間の縮小なども行われている。また、当番組は事実上のノースポンサー番組であることも重なり、新型コロナウイルス感染症蔓延に伴う経済不況の煽りを食らう形にもなっており、以前より厳しい状況になっていることが窺える。

## 関連番組

### アニソンHOTセレクション
アニソンミュージアムの関連番組として、毎週1・2回放送されているレギュラー番組。
内容としては収録形式で、パーソナリティによる楽曲紹介と共に楽曲が放送されるというシンプルなもの。毎回テーマが決まっており、新旧問わずに組まれることが多い。パーソナリティはアニソンミュージアム または 別番組の出演者が週回代わりで努める。アニソンミュージアムの放送週には特別回としてリクエストで掛からなかった楽曲を流す。
音源の更新は月1回のみ更新となっており、火曜と日曜のそれぞれで別々の回が流されている。ただ、必ずしも最新のものが流れる訳では無く、3ヶ月以上前の音源がそのまま流用される場合も多い。その一方で、前述の特別回は1度しか放送されない。
番組名は2020年3月まで「アニソンHOTセレクション」として放送されていたが、2020年4月以降からは「アニソン hot selection」または「アニソンHOTセレクション」の何方で放送されており、統一されてない。

#### 放送時間
現在
- 毎週日曜 21:00 - 22:00

### JKK東京 アニソンHOTスペシャル
上記の「アニソンHOTセレクション」の兄弟番組として、2020年7月から毎回約6時間程の特別番組として不定期に放送されている。兄弟番組では有るものの出演者・スタッフを含めて共通点が無いため、事実上は全くの別番組で有る。
元々は東京都住宅供給公社（以後、JKK東京）がスポンサーとなって、2019年1月から同年4月まで放送されていた「アニソンHOT839」という番組がベースとなっている。放送自体は短期間で終了となり、その後1年ほど空白期間が有ったが、突如2020年7月にJKK東京が再度スポンサーとなる形で不定期の特別番組として復活した。
番組ではアニソンミュージアムと同様にメッセージ・リクエストテーマが毎回用意されており、テーマに沿ったリクエスト楽曲を中心に流す構成となっている。厳しい基準などは無いため、幅広いジャンルの楽曲が流れやすい一方で、1990年代以前の楽曲は流さない傾向にある。
番組の放送告知は全てFM HOT 839のTwitterアカウントと公式サイトのみで行われている。ただ、アニソンミュージアムとも繋が無いためか、アニソンミュージアムのTwitterアカウントでの当番組の告知・リツイートは一切行われておらず、各番組との連携が取られていない事が窺える。
2021年7月17日（第4回）の放送では「「JKK東京アニソンHOTスペシャル」×「それゆけ！月光団」」と題して、同局で平日夕方に放送されている「それゆけ！月光団」とのタイアップ番組として放送された。パーソナリティには同番組の火曜パーソナリティである阿野裕晴と伊藤夕佳が担当し、番組の途中では昨日のカレーを温めてが出演した。16時以降は同時間帯に放送されている「それゆけ！月光団 本部」の枠をそのまま使用し、コーナー・フロート番組も引き継ぐ形となり、今までと形を大幅に変えたものとなった。またこれにより、番組開始以来初めて外崎と橋本が出演しない放送回となった。

### パーソナリティ

#### 現在
- 阿野裕晴（第4回～）

#### 過去
- 外崎大輔（第1回～3回）
- 橋本和（第1回～3回）
- 伊藤夕佳（第4回）
- 小島芙蓉（第5回）

#### 放送時間
- 2020年7月10日 13:00 - 18:55（第1回）
- 2020年10月17日 13:00 - 18:55（第2回）
- 2021年3月14日 13:00 - 18:55（第3回）
- 2021年7月17日 13:00 - 18:55（第4回）
- 2022年2月26日 13:00 - 18:55（第5回）[7]